# Tabaré Vázquez

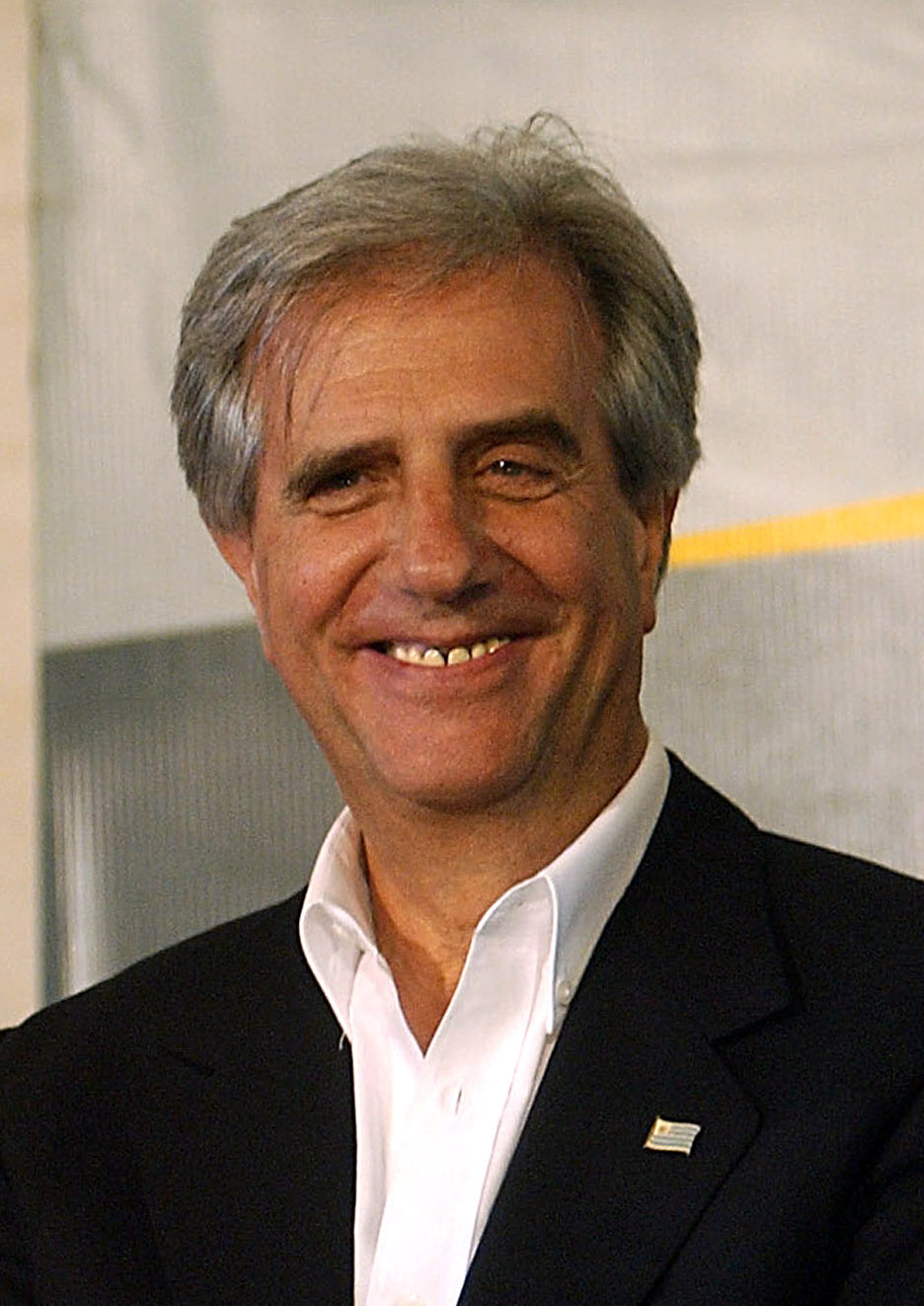
Tabaré Vázquez (2007)

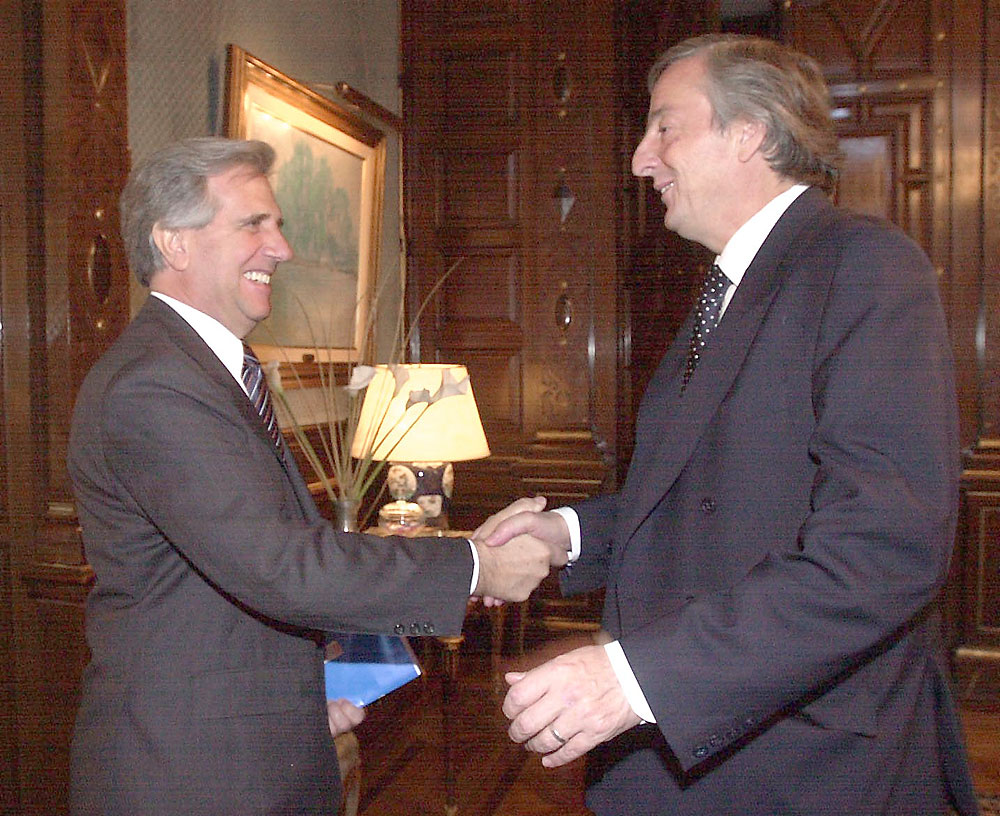
Tabaré Vázquez (l.) und der ehemalige argentinische Präsident Néstor Kirchner (2004)

Tabaré Ramón Vázquez Rosas (* 17. Januar 1940 in Montevideo; † 6. Dezember 2020 ebenda) war ein uruguayischer Politiker und vom 1. März 2005 bis zum 1. März 2010 sowie vom 1. März 2015 bis zum 1. März 2020 Präsident seines südamerikanischen Heimatlandes.

## Leben und Wirken
Vázquez studierte an der Universidad de la República Medizin und war Onkologe. Vázquez wurde 1971 Mitglied der Partido Socialista del Uruguay (Sozialistische Partei Uruguays) und war von 1990 bis 1994 Bürgermeister der Hauptstadt Montevideo. Als Kandidat des Frente Amplio (Breite Front), einer Koalition linksgerichteter Parteien, war er 1994 und 1999 Präsidentschaftskandidat. Bei den Wahlen in Uruguay 1999 erhielt er 40 % der Stimmen.
Bei den Wahlen im Oktober 2004 trat er erneut an. Er gewann mit 50,45 % im ersten Wahlgang gegen die Kandidaten der traditionellen Parteien Jorge Larrañaga (Partido Nacional) mit 34,30 % und Guillermo Stirling (Partido Colorado) mit 10,36 %. Ihm wurden zuvor schon gute Chancen vorausgesagt, das fast 180 Jahre andauernde Wechselspiel zwischen den konservativen Blancos und den liberalen Colorados zu beenden. Damit löste Vázquez den amtierenden Präsidenten Jorge Batlle ab.
Vázquez setzte sich für einen ausgeprägten Sozialstaat und gute Beziehungen zum Mercosur ein. Des Weiteren war er als Präsident um gute Beziehungen zu den USA bemüht.
Im November 2008 stoppte Vázquez eine Liberalisierung der Abtreibung, indem er sein Veto gegen einen Gesetzesentwurf des Frente Amplio einlegte. Am 4. Dezember legte er dann aufgrund der Differenzen mit seiner Partei den Vorsitz der Sozialistischen Partei nieder und trat aus der Partei aus. Nach einem Besuch des damaligen bolivianischen Präsidenten Evo Morales kündigte er im Juli 2009 an, dass er die Ausfuhr von Blättern des Cocastrauches über Uruguay unterstützen werde, indem sie von der Liste gefährlicher Drogen gestrichen würden.
Im Jahre 2011 erschien sein Buch Crónica de un mal amigo.
In den Vorwahlen vom 1. Juni 2014 wurde er als Kandidat für die Präsidentschaftswahlen im Oktober 2014 gewählt. Bei diesen wurde er schließlich zum zweiten Mal nach 2004 ins Amt gewählt. Sein Parteifreund und Amtsnachfolger José Mujica hatte gemäß Verfassung nicht wieder antreten dürfen. Das Amt des Vizepräsidenten übernahm Raúl Fernando Sendic. Der 52-jährige Humangenetiker ist der Sohn des einstigen Tupamaro-Anführers Raúl Sendic und war während Vázquez’ erster Amtszeit bereits Industrieminister. Nach dessen Rücktritt 2017 übernahm Lucía Topolansky, die Ehefrau seines Amtsvorgängers Mujica, das Amt der Vizepräsidentin.
Bei der Präsidentschaftswahl 2019 trat Vázquez nicht erneut an. Es wurde Luis Alberto Lacalle Pou mit 50,8 % der Stimmen ins Präsidentenamt gewählt, welches dieser am 1. März 2020 von Vázquez übernahm.
Vázquez starb im Dezember 2020 an einem im August 2019 diagnostizierten Lungenkrebs.